# Kakha Kaladze
Kakhaber «Kakha» Kaladze (en georgiano: კახაბერ (კახა) კალაძე, pronunciación: /kʼaxabɛr kʼalad͡zɛ/; Samtredia, 27 de febrero de 1978) es un exfutbolista y político georgiano que jugó para equipos como el Milan y Genoa en su carrera. Actualmente se dedica a la política, siendo alcalde de Tiflis, capital de Georgia.

## Trayectoria

### Los inicios
Kaladze debuta en la Primera División de Georgia con la camiseta del Dinamo Tbilisi, el más importante del país con sólo 16 años, en la temporada 1993-94. Durante los partidos que disputó aquella temporada, ya se supo que era un chico que iba a triunfar. La temporada siguiente se convirtió en un titular indiscutible del centro de la defensa del club de la capital georgiana hasta que en enero de 1998, cuando fue fichado por el Dinamo de Kiev cerrando su experiencia en su país, donde había conseguido cuatro títulos nacionales de liga.

### Experiencia en el Dinamo de Kiev
En el Dinamo de Kiev, Kaladze se encuentra como entrenador al legendario Valery Lobanovsky y como compañero de equipo al joven delantero Andriy Shevchenko. Con el equipo ucraniano consigue tres campeonatos nacionales consecutivos y en la temporada 1998-99, llega a la semifinal de la Liga de Campeones de la UEFA, cayendo derrotado frente al Bayern Múnich, equipo subcampeón de esa edición. Durante todo este tiempo, Kaladze es siempre un punto de referencia inamovible de la selección nacional georgiana que fue eliminada por Italia durante la clasificación para el Mundial de 2002.

### Milan
En 2001, Kaladze es transferido al Milan italiano, siendo el pase más caro de un futbolista georgiano hasta entonces con una tarifa de 16 millones de euros; y el primero en jugar en el club rossonero. Luego de pasar varios años alternando en varios puestos, en 2002-03 se gana la titularidad en el equipo rossonero, colaborando en la conquista de la Liga de Campeones y la Serie A. Las siguientes dos campañas juega esporádicamente, aunque extiende su contrato hasta 2011.
En la temporada 2005-06, Kaladze retorna a la titularidad ante la lesión de Paolo Maldini. Logra conquistar la Liga de Campeones de la UEFA 2006-07 frente al Liverpool inglés por 2 a 1, entrando en los últimos 10 minutos de partido.
Meses después logra el Mundial de Clubes enfrentando a Boca Juniors, ganando por 4 a 2 y siendo titular en dicho encuentro. El jugador perdió la titularidad en la temporada 2008-09 debido a una lesión de ligamento de rodilla.

### Genoa
Tras múltiples declaraciones del jugador proveniente de Georgia en contra de la Sociedad Rossonera diciendo que él y su compañero Marek Jankulovski ya no son elegidos en el equipo lombardo no por problemas técnicos sino decisiones de la dirigencia, el 31 de agosto de 2010 se oficializa que el AC Milan rescindía entre ambas partes el contrato del jugador quedando de esta manera libre. El mismo día, la página web de la Serie A oficializa que el contrato del jugador ha sido depositado por parte del Génova FC. En mayo de 2012 anuncia su retiro del fútbol profesional, para dedicarse a la política en Georgia.

## Selección nacional
Fue internacional con la Selección de Georgia en 83 ocasiones y anotó un gol, ante Letonia en la derrota de su equipo por 1-3 en febrero de 2008.

## Clubes
| Equipo                   | Temporada           | Liga     | Liga  | Copa Nacional | Copa Nacional | Copa Internacional1 | Copa Internacional1 | Otros Torneos2 | Otros Torneos2 | Total    | Total |
| Equipo                   | Temporada           | Partidos | Goles | Partidos      | Goles         | Partidos            | Goles               | Partidos       | Goles          | Partidos | Goles |
| ------------------------ | ------------------- | -------- | ----- | ------------- | ------------- | ------------------- | ------------------- | -------------- | -------------- | -------- | ----- |
| Dinamo Tbilisi Georgia   | 1993/94             | 9        | 1     | –             | –             | –                   | –                   | –              | –              | 9        | 1     |
| Dinamo Tbilisi Georgia   | 1994/95             | 23       | 0     | –             | –             | –                   | –                   | –              | –              | 23       | 0     |
| Dinamo Tbilisi Georgia   | 1995/96             | 23       | 0     | –             | –             | 1                   | 0                   | –              | –              | 24       | 0     |
| Dinamo Tbilisi Georgia   | 1996/97             | 12       | 0     | –             | –             | 4                   | 0                   | –              | –              | 16       | 0     |
| Dinamo Tbilisi Georgia   | 1997/98             | 15       | 0     | –             | –             | 7                   | 0                   | –              | –              | 22       | 0     |
| Dinamo Tbilisi Georgia   | Total               | 82       | 1     | –             | –             | 12                  | 0                   | –              | –              | 94       | 1     |
| Dinamo de Kiev · Ucrania | 1997/98             | 13       | 2     | –             | –             | –                   | –                   | –              | –              | 13       | 2     |
| Dinamo de Kiev · Ucrania | 1998/99             | 25       | 3     | –             | –             | 12                  | 1                   | –              | –              | 37       | 4     |
| Dinamo de Kiev · Ucrania | 1999/2000           | 25       | 1     | –             | –             | 14                  | 1                   | –              | –              | 39       | 2     |
| Dinamo de Kiev · Ucrania | 2000/01             | 8        | 0     | –             | –             | 7                   | 1                   | –              | –              | 15       | 1     |
| Dinamo de Kiev · Ucrania | Total               | 71       | 6     | –             | –             | 33                  | 3                   | –              | –              | 104      | 9     |
| Milan · Italia           | 2001                | 17       | 3     | 1             | 0             | –                   | –                   | –              | –              | 18       | 3     |
| Milan · Italia           | 2001/02             | 30       | 4     | 5             | 0             | 11                  | 0                   | –              | –              | 46       | 4     |
| Milan · Italia           | 2002/03             | 27       | 0     | 4             | 1             | 15                  | 0                   | –              | –              | 46       | 1     |
| Milan · Italia           | 2003/04             | 6        | 0     | 3             | 0             | 1                   | 0                   | 1              | 0              | 11       | 0     |
| Milan · Italia           | 2004/05             | 19       | 2     | 2             | 0             | 5                   | 0                   | –              | –              | 26       | 2     |
| Milan · Italia           | 2005/06             | 28       | 2     | 4             | 0             | 11                  | 0                   | –              | –              | 43       | 2     |
| Milan · Italia           | 2006/07             | 18       | 1     | 1             | 0             | 7                   | 0                   | –              | –              | 26       | 1     |
| Milan · Italia           | 2007/08             | 32       | 0     | –             | –             | 8                   | 0                   | 2              | 0              | 42       | 0     |
| Milan · Italia           | 2008/09             | 11       | 0     | 1             | 0             | 4                   | 0                   | –              | –              | 16       | 0     |
| Milan · Italia           | 2009/10             | 6        | 0     | 2             | 0             | 2                   | 0                   | –              | –              | 10       | 0     |
| Milan · Italia           | Total               | 194      | 12    | 23            | 1             | 64                  | 0                   | 3              | 0              | 284      | 13    |
| Genoa · Italia           | 2010/11             | 26       | 1     | 2             | 0             | 0                   | 0                   | –              | –              | 28       | 1     |
| Genoa · Italia           | 2011/12             | 16       | 0     | 1             | 1             | 0                   | 0                   | –              | –              | 17       | 1     |
| Genoa · Italia           | Total               | 42       | 1     | 3             | 1             | 0                   | 0                   | -              | -              | 45       | 2     |
| Total de su carrera      | Total de su carrera | 389      | 19    | 26            | 1             | 109                 | 3                   | 3              | 0              | 527      | 23    |

Actualizado al 25 de febrero del 2012.
- 1Competiciones europeas incluyen a la UEFA Champions League, a la Copa de la UEFA, y a la Supercopa de Europa
- 2Otros torneos incluyen la Supercopa de Italia y la Copa Mundial de Clubes

## Palmarés y distinciones

### Títulos nacionales
| Título              | Equipo         | País    | Año       |
| ------------------- | -------------- | ------- | --------- |
| Copa de Georgia     | Dinamo Tiflis  | Georgia | 1993-94   |
| Umaglesi Liga       | Dinamo Tiflis  | Georgia | 1993-94   |
| Copa de Georgia     | Dinamo Tiflis  | Georgia | 1994-95   |
| Umaglesi Liga       | Dinamo Tiflis  | Georgia | 1994-95   |
| Copa de Georgia     | Dinamo Tiflis  | Georgia | 1995-96   |
| Umaglesi Liga       | Dinamo Tiflis  | Georgia | 1995-96   |
| Copa de Georgia     | Dinamo Tiflis  | Georgia | 1996-97   |
| Umaglesi Liga       | Dinamo Tiflis  | Georgia | 1996-97   |
| Umaglesi Liga       | Dinamo Tiflis  | Georgia | 1997-98   |
| Copa de Ucrania     | Dinamo de Kiev | Ucrania | 1997-98   |
| Liga Suprema        | Dinamo de Kiev | Ucrania | 1998-99   |
| Copa de Ucrania     | Dinamo de Kiev | Ucrania | 1998-99   |
| Liga Suprema        | Dinamo de Kiev | Ucrania | 1999-2000 |
| Copa de Ucrania     | Dinamo de Kiev | Ucrania | 1999-2000 |
| Copa de Ucrania     | Dinamo de Kiev | Ucrania | 2000-01   |
| Copa Italia         | A. C. Milan    | Italia  | 2002-03   |
| Serie A             | A. C. Milan    | Italia  | 2003-04   |
| Supercopa de Italia | A. C. Milan    | Italia  | 2004      |

### Títulos internacionales
| Título                       | Equipo      | Sede       | Año     |
| ---------------------------- | ----------- | ---------- | ------- |
| Liga de Campeones de la UEFA | A. C. Milan | Mánchester | 2002-03 |
| Supercopa de la UEFA         | A. C. Milan | Mónaco     | 2003    |
| Liga de Campeones de la UEFA | A. C. Milan | Atenas     | 2006-07 |
| Supercopa de la UEFA         | A. C. Milan | Mónaco     | 2007    |
| Copa Mundial de Clubes       | A. C. Milan | Yokohama   | 2007    |

### Distinciones individuales
| Distinción                   | Año                          |
| ---------------------------- | ---------------------------- |
| Futbolista Georgiano del Año | 2001, 2002, 2003, 2006, 2011 |

## Vida política
El 7 de octubre de 2012 resulta elegido vice primer ministro de Georgia, liderando la lista de la Coalición Sueño Georgiano y ganando la circunscripción mayoritaria de Samtredia. Ocupando el Ministerio de Desarrollo Regional y de Infraestructuras.
En 2013 pasó a ocupar el puesto de vice primer ministro y en 2017 la alcaldía de Tiflis, capital de Georgia.